# Hold Me (пісня Тедді Пендерграсса та Вітні Х'юстон)
«Hold Me» (укр. Тримай мене) — баладний дует у виконанні американських співаків Тедді Пендерграсса та Вітні Г'юстон. Спочатку пісня була записана Діаною Росс сольно для її тринадцятого студійного альбому Silk Electric (1982) під назвою «In Your Arms» з дещо іншим текстом. Версія Pendergrass і Houston з'являється у восьмому студійному альбомі Pendergrass Love Language (1984) і однойменному дебютному альбомі Houston (1985). Його написали Лінда Крід і Майкл Массер, а постановкою керував Массер. "Hold Me" став першим синглом у кар'єрі Г'юстон.
У США пісня увійшла до п’ятірки найкращих хітів у чарті синглів R&B і досягла 46 місця в US Billboard Hot 100 у 1984 році  Він увійшов до тридцятки найкращих хітів в Ірландії, Нідерландах і фламандському регіоні Бельгії. Рон Вінн з AllMusic виділив цю пісню Г'юстон і Пендерграсс під час огляду альбому Пендерграсса в 1984 році та назвав її хорошим дуетом. Оскільки ця пісня вийшла 1984 року, Г'юстон не мала права на номінацію на премію "Ґреммі" як найкращий новий виконавець на 27-й церемонії вручення премії "Ґреммі" в 1985 році, коли вийшов її власний альбом.

## Трек-лист
| 7" vinyl single | 7" vinyl single                  | 7" vinyl single            | 7" vinyl single |
| #               | Назва                            | Автор                      | Тривалість      |
| --------------- | -------------------------------- | -------------------------- | --------------- |
| 1.              | «Hold Me» (with Whitney Houston) | Michael Masser Linda Creed | 4:53            |
| 2.              | «Love» (Teddy Pendergrass)       | Masser Randy Goodrum       | 3:04            |

## Персоналії
- Вокал: Тедді Пендерграсс і Вітні Г'юстон
- Ударні: Карлос Вега
- Бас: Натан Іст
- Клавішні: Ренді Кербер, Майкл Массер, Рей Паркер мл.
- Гітара: Пол Джексон